# Attu
Attu (o Agto prima della riforma ortografica del 1973) è un piccolo villaggio della Groenlandia di 286 abitanti nel 2005; si trova a 67°56'N 53°35'O, nel comune di Qeqertalik, circa 40 km a sud di Kangaatsiaq.